# BBC UKTV
BBC UKTV (dawniej UK.TV) – kanał telewizyjny dostępny w Australii i Nowej Zelandii, prezentujący niemal wyłącznie programy i seriale wyprodukowane w Wielkiej Brytanii. Należy w całości do BBC Worldwide.

## Historia
Kanał powstał w 1996 jako wspólny projekt BBC Worldwide, RTL Group i Foxtel. W roku 2008 BBC odkupiło od swoich partnerów wszystkie udziały w stacji i stało się jej jedynym właścicielem. Po wprowadzonych wówczas zmianach, UKTV stało się faktycznie lokalną wersją BBC Entertainment, dostosowaną do gustów publiczności na Antypodach. Prezentuje nie tylko programy z biblioteki BBC, ale również produkcje ITV plc i brytyjskich spółek RTL Group. W latach 2009–2013 logotyp BBC stanowił część logotypu stacji, jednak jej nazwa oficjalnie nie zawierała członu "BBC". Sytuacja ta zmieniła się w kwietniu 2013, gdy oficjalna nazwa kanału została zmieniona na BBC UKTV. 
W 2014 ogłoszono uruchomienie drugiego australijskiego kanału BBC, BBC First, na którym programy mają być emitowane równocześnie lub w krótkim odstępie po ich premierze w Wielkiej Brytanii. Tym samym BBC UKTV stanie się kanałem o charakterze bardziej powtórkowym. 

## Dostępność
Kanał nadawany jest w dwóch wersjach o nieco innej ramówce, australijskiej i nowozelandzkiej. Pozwala to lepiej dostosować nadawane treści do gustów miejscowej publiczności. Dodatkowo taki system sprawia, iż ten sam program może być przez BBC emitowany w Nowej Zelandii na własnym kanale, a w Australii może on zostać sprzedany jednej z miejscowych telewizji (lub odwrotnie), jeśli BBC uzna takie rozwiązanie za korzystniejsze finansowo. 
W obu krajach kanał dostępny jest w sieciach kablowych i na platformach cyfrowych. Dodatkowo w Nowej Zelandii wchodzi w skład platformy Igloo, oferującej płatne kanały również odbiorcom naziemnej telewizji cyfrowej. 